# Fedje (ö)
Fedje är den största ön i Fedje kommun i Vestland fylke i västra Norge. Ön ligger i Nordsjön, väster om Fedjefjorden och har en areal på 7,2 kvadratkilometer.
På öns norra del ligger tätorten Fedje som utgör kommunens centralort. På den lilla ön Hellisøy, vid den södra änden av ön, ligger Hellisøy fyr. Fedjebjørnen är det högsta berget på ön med en höjd av 42 meter över havet.